# Svea Norén
Pour les articles homonymes, voir Norén.
Svea Placida Mariana Norén, née le 5 octobre 1895 à Stockholm et morte le 9 mai 1985 à Lidingö, est une patineuse artistique suédoise.

## Biographie

### Carrière sportive
Svea Norén connaît son premier succès en 1913 avec une victoire aux Championnats de Suède. Trois titres nationaux de plus sont conquis dans les années 1910 (en 1915, 1917 et 1919). Aux Jeux olympiques d'été de 1920 à Anvers, elle termine deuxième derrière sa compatriote Magda Julin. Elle remporte lors des Championnats du monde la médaille d'argent en 1922 et la médaille de bronze en 1913 et en 1923.

## Palmarès
| Compétitions | 1910 | 1911 | 1912 | 1913 | 1914 | 1915 | 1916 | 1917 | 1918 | 1919 | 1920 | 1921 | 1922 | 1923 |
| Jeux olympiques d'été |      |      | X    |      |      |      | JA   |      |      |      | 2e   |      |      |      |
| Championnats du monde |      |      |      | 3e   |      | CA   | CA   | CA   | CA   | CA   | CA   | CA   | 2e   | 3e   |
| Championnats de Suède | 2e   |      | 3e   | 1re  |      | 1re  |      | 1re  |      | 1re  |      |      |      |      |
| Légende : F = Forfait ; X = Pas de patinage artistique aux Jeux olympiques d'été de 1912 ; JA = Jeux olympiques d'été annulés ; CA = Championnats annulés |      |      |      |      |      |      |      |      |      |      |      |      |      |      |